# Pachydissus schoenigi
Pachydissus schoenigi är en skalbaggsart som beskrevs av Hintz 1910. Pachydissus schoenigi ingår i släktet Pachydissus och familjen långhorningar.
Artens utbredningsområde är:
- Gabon.
- Ghana.
- Togo.

Inga underarter finns listade i Catalogue of Life.